# Sareng
Sareng is een bestuurslaag in het regentschap Madiun van de provincie Oost-Java, Indonesië. Sareng telt 2071 inwoners (volkstelling 2010).